# Châteaudouble (Var)
Châteaudouble è un comune francese di 477 abitanti situato nel dipartimento del Var nella regione della Provenza-Alpi-Costa Azzurra.

## Società

### Evoluzione demografica
Abitanti censiti